# Ultra Trail Atlas Toubkal
 (décembre 2016).
Si vous disposez d'ouvrages ou d'articles de référence ou si vous connaissez des sites web de qualité traitant du thème abordé ici, merci de compléter l'article en donnant les références utiles à sa vérifiabilité et en les liant à la section « Notes et références ».
L'Ultra Trail Atlas Toubkal, ou UTAT est un évènement sportif international d'ultra-trail organisé par l'association Sports Nature développement. Crée en 2009, Il se déroule chaque année au mois d'octobre dans le Haut Atlas marocain avec comme point de départ la station de ski de l’Oukaïmeden, située  à 2 600 mètres d’altitude à  proximité du mont Toubkal (4 167 mètres), point culminant de l’Afrique du Nord. 
Cet évènement est considéré comme « la plus prestigieuse course de pleine nature au Maroc ». Il se décline sous cinq formats de courses allant du trail court à l'ultra-marathon. Le dénivelé positif total de l'UTAT 105, épreuve principale de l'évènement, est de 7 100 mètres, le parcours original ayant été légèrement modifié à partir de 2018. La technicité des sentiers de l'Atlas et l'attitude élevée en font  l’épreuve trail la plus difficile du continent africain. En douze éditions, l'UTAT s'est imposé en évènement international du trail et a rassemblé plus de 2 000 coureurs venus de 15 pays différents.

## Format des courses
L'UTAT propose cinq formats de courses ainsi qu'un Challenge de l'Atlas qui s'effectue sur deux journées. Le départ des courses s'effectue à partir du Village de l'UTAT, aménagé sur le plateau d'Oukaïmeden.  
- L'UTAT 105  : Un ultra-trail de 105 kilomètres cumulant 7 100 mètres de dénivelé positif. Ce parcours traverse neuf cols du Haut Altlas au-dessus des 3 000 mètres d'altitude, le point culminant de la course étant le Tizi Tichki (3 690 mètres)
- Le Marathon de L'Atlas : 42 kilomètres et 2 600 mètres de dénivelé positif.
- La Virée d'Ikkiss : Trail court d'une distance de 26 kilomètres et d'un dénivelé positif total de 1 400 mètres.
- le Challenge de l’Atlas : Ce Challenge consiste en un combiné du Marathon de l’Atlas et de la Virée d’Ikkis. Le temps cumulé de chacune des épreuves est pris en compte pour établir le classement. Sa distance totale est de 68 km pour 4 000 mètres de dénivelé positif.
- L'Amazigh Trail : 12 kilomètres pour un dénivelé positif de 500 mètres.

## Palmarès
| Édition | Date             | Hommes                                                                     | Hommes                                                                     | Hommes                                                                     | Femmes                                                                     | Femmes                                                                     | Femmes                                                                     |
|         |                  | Rang                                                                       | Athlète                                                                    | Temps                                                                      | Rang                                                                       | Athlète                                                                    | Temps                                                                      |
| ------- | ---------------- | -------------------------------------------------------------------------- | -------------------------------------------------------------------------- | -------------------------------------------------------------------------- | -------------------------------------------------------------------------- | -------------------------------------------------------------------------- | -------------------------------------------------------------------------- |
| 1re     | 8 octobre 2009   | 1er                                                                        | Pierre Prost-A-Petit                                                       | 15 h 38 min 12 s                                                           | Pas de participantes                                                       | Pas de participantes                                                       | Pas de participantes                                                       |
| 2e      | 1er juillet 2010 | Parcours de 105 km remplacé par un challenge pour des raisons de sécurité. | Parcours de 105 km remplacé par un challenge pour des raisons de sécurité. | Parcours de 105 km remplacé par un challenge pour des raisons de sécurité. | Parcours de 105 km remplacé par un challenge pour des raisons de sécurité. | Parcours de 105 km remplacé par un challenge pour des raisons de sécurité. | Parcours de 105 km remplacé par un challenge pour des raisons de sécurité. |
| 3e      | 6 octobre 2011   | 1er                                                                        | Rachid El Morabity                                                         | 13 h 47 min 0 s                                                            | 6e                                                                         | Irina Malejonock                                                           | 16 h 27 min 0 s                                                            |
| 4e      | 4 octobre 2012   | 1er                                                                        | Dawa Dachhiri Sherpa                                                       | 13 h 7 min 18 s                                                            | 11e                                                                        | Janick Delva                                                               | 18 h 2 min 44 s                                                            |
| 5e      | 3 octobre 2013   | 1er                                                                        | Arnaud Lejeune                                                             | 12 h 49 min 44 s                                                           | 8e                                                                         | Julia Böttger                                                              | 16 h 36 min 14 s                                                           |
| 6e      | 2 octobre 2014   | 1er                                                                        | Jules-Henri Gabioud Rudy Bonnet                                            | 14 h 54 min 34 s                                                           | 7e                                                                         | Amandine Ginouves-Guerdoux                                                 | 17 h 54 min 56 s                                                           |
| 7e      | 1er octobre 2015 | 1er                                                                        | Andy Symonds                                                               | 13 h 41 min 37 s                                                           | 4e                                                                         | Andrea Huser                                                               | 15 h 47 min 17 s                                                           |
| 8e      | 1er octobre 2016 | 1er                                                                        | Rudy Bonnet — 2e victoire Jonathan Thery                                   | 15 h 47 min 22 s                                                           | 10e                                                                        | Marion Reuß                                                                | 22 h 45 min 13 s                                                           |
| 9e      | 7 octobre 2017   | 1er                                                                        | Daniel Jung                                                                | 14 h 7 min 0 s                                                             | 3e                                                                         | Andrea Huser — 2e victoire                                                 | 15 h 38 min 0 s                                                            |
| 10e     | 6 octobre 2018   | 1er                                                                        | Rémi Loubet                                                                | 19 h 4 min 0 s                                                             | 5e                                                                         | Kristin Berglund                                                           | 23 h 25 min 0 s                                                            |
| 11e     | 5 octobre 2019   | 1er                                                                        | Omar Bouhrim                                                               | 22 h 43 min 27 s                                                           | 21e                                                                        | Laure de Cabissole                                                         | 35 h 2 min 20 s                                                            |
|         | 2020 / 2021      | Éditions annulées durant la pandémie de Covid-19.                          | Éditions annulées durant la pandémie de Covid-19.                          | Éditions annulées durant la pandémie de Covid-19.                          | Éditions annulées durant la pandémie de Covid-19.                          | Éditions annulées durant la pandémie de Covid-19.                          | Éditions annulées durant la pandémie de Covid-19.                          |
| 12e     | 8 octobre 2022   | 1er                                                                        | Guillaume Beauxis                                                          | 17 h 36 min 13 s                                                           | 13e                                                                        | Florence Beynel                                                            | 30 h 14 min 30 s                                                           |